# Абрахам Шатімуене
Абрахам Шатімуене (англ. Abraham Shatimuene, нар. 2 квітня 1986, Віндгук) — колишній намібійський футболіст.
Виступав, зокрема, за клуби «Юнайтед Африка Тайгерс» та «Примейру де Агошту», а також національну збірну Намібії.

## Клубна кар'єра
У дорослому футболі дебютував 2004 року виступами за команду клубу «Юнайтед Африка Тайгерс», в якій провів три сезони. 
Своєю грою за цю команду привернув увагу представників тренерського штабу клубу «Примейру де Агошту», до складу якого приєднався 2007 року. Відіграв за команду з Луанди наступні два сезони своєї ігрової кар'єри.
Протягом 2010 року захищав кольори команди клубу «Деспортіву» (Уїла).
До складу клубу «Юнайтед Африка Тайгерс» приєднався 2010 року. 

## Виступи за збірну
У 2006 році дебютував в офіційних матчах у складі національної збірної Намібії.
У складі збірної був учасником Кубка африканських націй 2008 року у Гані.